# ترشکوا (دهانه)
ترشکوا یک دهانه برخوردی در ماه‌ است.

## دهانه‌های اقماری
این دهانه ۱ دهانه اقماری دارد.
| Tereshkova | عرض جغرافیایی | طول جغرافیایی | قطر          |
| ---------- | ------------- | ------------- | ------------ |
| U          | ۲۸.۷° N       | ۱۴۲.۸° E      | ۲۳.۰ کیلومتر |